# Luigi Giampaolino
Luigi Giampaolino (Pomigliano d'Arco, 18 agosto 1938 – Roma, 2 novembre 2020) è stato un magistrato italiano, presidente della Corte dei conti dal 2010 al 2013.

## Biografia
Laureatosi in Giurisprudenza, fu dapprima pretore e poi giudice presso il Tribunale di Paola. È entrato a far parte della Corte dei conti nel 1968 come magistrato, divenutone presidente di sezione nel 1999 è stato presidente della sezione giurisdizionale della Puglia e della sezione giurisdizionale della Lombardia.
Dal 2007 al 2010 ha ricoperto l'incarico di presidente dell'Autorità di Vigilanza sui Contratti Pubblici di lavori, servizi e forniture (era componente di tale organismo dal 2004).
Ha ricoperto varie volte l'incarico di capo di gabinetto e capo dell'ufficio legislativo di alcuni ministeri (Ministero della attività produttive, Ministero dei lavori pubblici, Ministero del commercio con l'estero).
È stato presidente della Corte dei conti della Repubblica italiana dal 2 luglio 2010 al 18 agosto 2013.
Era sposato e aveva due figli.